# Formación militar

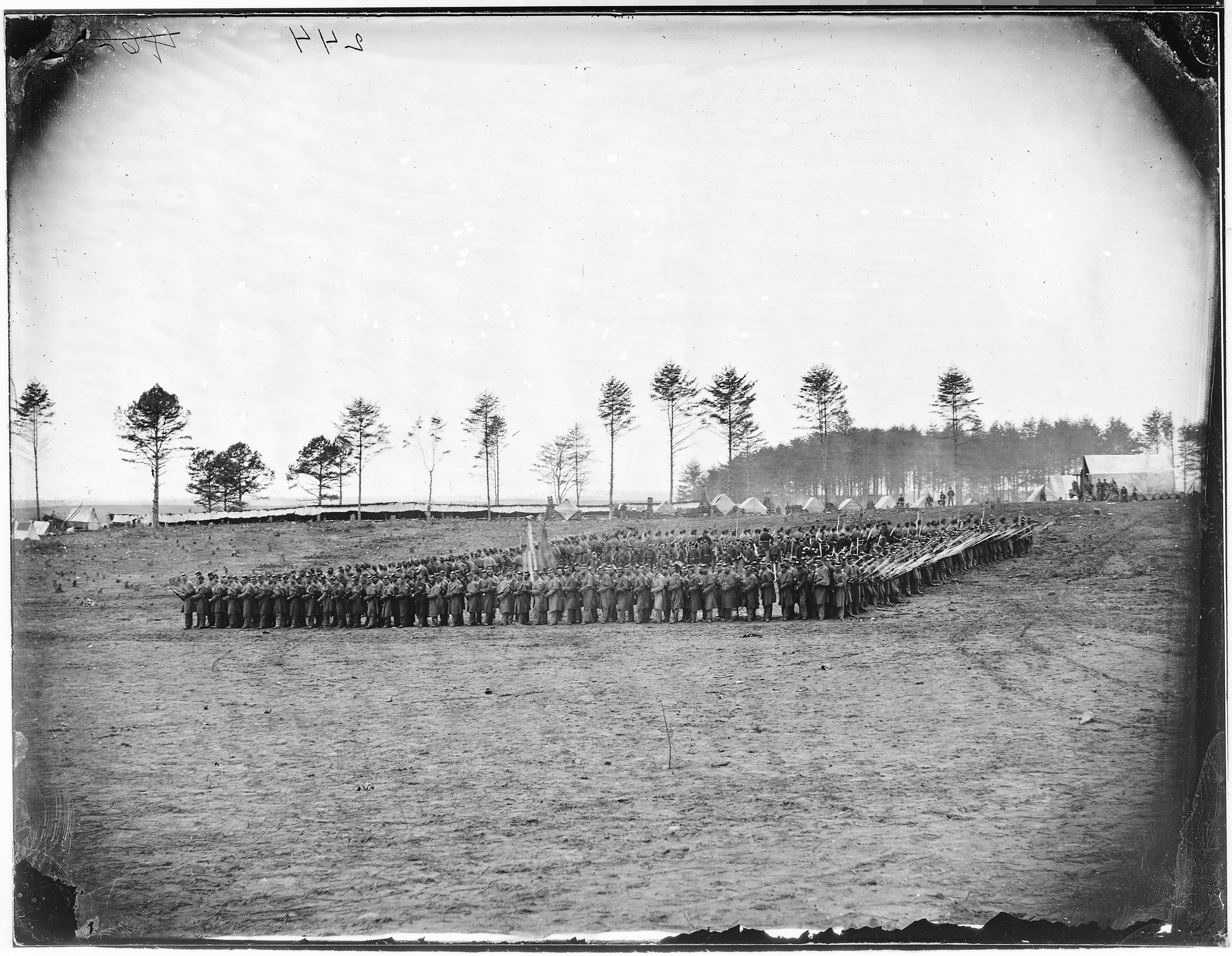
Regimiento formado en cuadro contra Caballería

En terminología militar, la formación es el 
nombre que recibe la forma en que los miembros de la unidad se distribuyen.

## Tipos de Formaciones
En el orden cerrado se emplean varias formaciones:
- Fila: es la unión de 2 o más hileras en la fila uno al lado de la otra agrupación de individuos, hileras o unidades, colocados uno al lado de otro. Pueden emplearse columnas de un ancho variable, usando la forma columna de a por. Por ejemplo, una unidad formada en columna de a 2 está compuesta por una columna de filas de dos soldados (o dos columnas una al lado de la otra, según se prefiera).
- Hilera: es la reunión de 2 individuos, el caso contrario de la fila; los soldados se sitúan uno detrás del otro, formando un frente y cola de un solo soldado.
- Base: Fundamento o apoyo en que estriba o descansa algo. Línea o superficie en que se supone descansa una figura o cuerpo.
- Línea: agrupación de individuos, filas o unidades, colocados cada uno al lado del otro.
- Columna: los miembros de la unidad se colocan uno atrás de otro, hombro con hombro y mirando todos hacia el mismo lado. Por tanto la fila tiene unos flancos de un solo soldado, y un frente y cola formados por todos los soldados de la unidad. Pueden emplearse filas de un ancho variable, usando la forma fila de a por. Por ejemplo, una unidad formada en columna de a 2 está compuesta por una columna de filas de dos soldados.
- Columna de hileras:  Es la formación de dos columnas en sentido de la profundidad.

- Bloque: Es la formación de tres o más columnas en sentido de la profundidad.

- Cobertura: Consiste en colocarse correctamente detrás del recluta que se encuentra al frente tras escuchar la voz de mando “Cubrirse” .
- Profundidad: Es el espacio comprendido entre la cabeza y la cola de una formación.
- Frente: Es el espacio ocupado por una Unidad, medido desde un flanco al otro.
- Línea: Es una formación constituida por una sucesión de individuos, filas o Unidades, colocados uno al costado del otro.
- Formación: Es la colocación ordenada de las tropas o Unidades, de acuerdo con las normas del Orden Cerrado.
- Intervalo: Es el espacio que separa dos (2) individuos colocados uno al lado del otro. El intervalo se mide en los individuos a pie, de hombro a hombro; en hombres montados a caballo, de rodilla a rodilla; entre animales, de paletilla a paletilla; entre vehículos, de rueda a rueda o por las huellas; entre Unidades, se mide de flanco a flanco. El Comandante de la Unidad o los individuos de mando no se toman en cuenta al medir el intervalo entre Unidades.
- Elemento: Es un individuo o Unidad (escuadra, pelotón, etc.) que forma parte de una Unidad mayor.
- Flanco: Es el costado izquierdo o derecho de un individuo, Unidad o posición.
- Distancia: Es el espacio que separa dos (2) elementos colocados uno detrás de otro. La distancia entre hombres a pie se mide desde la espalda del de adelante hasta el pecho del que lo cubre; entre animales, de la grupa del animal de adelante a la cabeza del de atrás; entre vehículos, desde 1a parte trasera del que está delante, hasta la parte delantera del que está detrás, o hasta la cabeza del animal que tira de él; en caso del vehículos con remolque, desde la parte trasera del remolque o vehículo que está delante, hasta la parte delantera del vehículo de atrás; entre tropas formadas, desde la última fila de la Unidad de adelante, hasta la primera fila de la Unidad que está detrás, bien sea de individuos, animales o vehículos.